# Павел (Лаиос)
Епи́скоп Па́вел (греч. Επίσκοπος Παύλος в миру Апо́столос Ла́иос греч. Απόστολος Λάϊος; 30 июня 1938, Арта, Эпир, Королевство Греция — 17 сентября 2024, Аделаида, Южная Австралия, Австралия) — архиерей Константинопольской православной церкви, титулярный епископ Христианопольский (1984—2024).

## Биография
Родился 30 июня 1938 года в Арте, в Греции.
В 1962 году окончил Халкинскую богословскую школу. До 1970 года служил архиерейским эпитропом в Димитриадской митрополии, после чего переехал в Австралию и был назначен настоятелем Свято-Троицкой церкви в Ричмонде (Мельбурн).
11 марта 1984 года в Благовещенском соборе в Сиднее был хиротонисан во епископа Христианупольского, викария Австралийской архиепископии. Основным местом его служения была Аделаида.
Вошёл в юрисдикцию неканонической Автокефальной Греческой православной церкви Америки и Австралии, в связи с чем решением Священного Синода Константинопольского патриархата 15 октября 1994 года был лишён сана. В расколе сохранил титул епископа Христианопольского.
Возглавлял приходы Автокефальной Греческой православной церкви Америки и Австралии до своего ухода на покой в 2009 году.
12 июня 2019 года, после принесения покаяния, вновь принят в юрисдикцию Константинопольской православной церкви в качестве титулярного епископа Христианопольского. После этого жил как иерарх на покое в Аделаиде, находясь в каноническом общении со Австралийской архиепископией.
Скончался 17 сентября 2024 года после непродолжительной болезни.